# Fixsenia prorsa
Fixsenia prorsa är en fjärilsart som beskrevs av Hüfnagel 1766. Fixsenia prorsa ingår i släktet Fixsenia och familjen juvelvingar. Inga underarter finns listade i Catalogue of Life.